# Nicolas Sébastien Adam
Pour les articles homonymes, voir Adam (homonymie).
Nicolas Sébastien Adam, dit Adam le cadet, né à Nancy le 22 mars 1705, et mort à Paris le 27 mars 1778, est un sculpteur lorrain puis français.

## Biographie

### Formation et voyage à Rome
Comme son frère aîné Lambert Sigisbert Adam, il apprit les rudiments de son art dans l’atelier de son père Jacob Sigisbert Adam à Nancy. A seize ans, il se rendit à Paris pour se former auprès de différents maîtres. En 1723, il accepta la commande du financier Joseph Bonnier de la Mosson pour sa somptueuse résidence d’été avec jardins d’inspiration versaillaise située à Montpellier. Par leurs factures différentes, les œuvres dispersées à la démolition du château en 1744 suggèrent que le commanditaire avait fait appel à une équipe de sculpteurs. Furent confiés à Nicolas Sébastien les sculptures du parc et quatre grands frontons. Les rares reliefs demeurés in situ représentant Le Printemps, Vénus et Adonis, et Diane et Endymion semblent proches de sa manière. En 1726, il se mit en route pour Rome et rejoignit son frère Lambert Sigisbert au Palais Mancini. Il étudiait d’après l’antique et les grands maîtres, et participa également à la restauration de la collection du cardinal de Polignac, chargé des affaires de France auprès du Saint-Siège.

### Retour à Paris et premières grandes commandes
De retour à Paris en novembre 1734, il présenta à l’Académie royale de peinture et de sculpture deux modèles en terre cuite, un bas-relief représentant Le Sacrifice d’Iphigénie et une statuette de Clythie. Ceux-ci lui obtinrent l’agrégation le 8 janvier 1735. Le sculpteur Guillaume Coustou lui donna alors le sujet de son morceau de réception Prométhée dévoré par le vautour, présenté seulement vingt-sept ans plus tard.
Dès lors, il reçut ses premières commandes royales. En 1734, il lui fut confié la réalisation d’un relief en bronze consacré au Martyre de sainte Victoire pour l’un des autels de la chapelle royale de Versailles. En 1735, il aida son frère Lambert Sigisbert dans la réalisation du Triomphe de Neptune et d’Amphitrite, et ils participèrent au chantier de l’hôtel de Soubise en 1736. Ses bas-reliefs représentant Bacchus et Ariane, Diane et Endymion, Mercure et Minerve, Vénus et Adonis illustrent l’impact de son voyage en Italie sur sa production. A l’occasion de la reconstruction de la Chambre des comptes de Paris après 1737, il réalisa deux figures à l’effigie de la Prudence et de la Justice pour le nouveau portail. Malheureusement, l’édifice fut détruit en 1871, et seuls quelques gravures et dessins nous permettent de connaître l’aspect de sa façade.

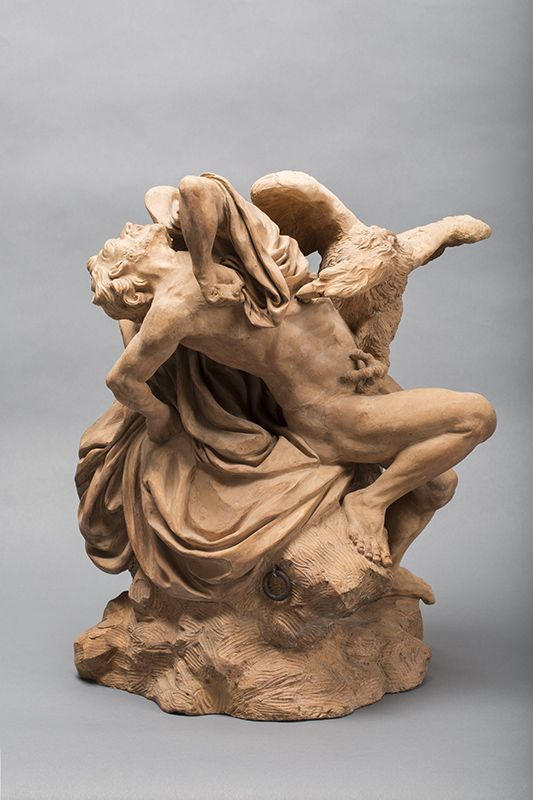
Prométhée déchiré par un aigle, vers 1738, Nancy, Palais des ducs de Lorraine – Musée lorrain

En 1740, Nicolas Sébastien quitta l’atelier de son frère Lambert Sigisbert pour s’installer rue du Champfleury. Il précisa dès lors son style propre, autour de réminiscences italiennes, dont une des manifestations est le relief de Saint Maur implorant le Seigneur pour la guérison d’un enfant sculpté à l’abbaye royale de Saint-Denis. Sollicité en 1742 avec son frère Lambert Sigisbert pour l’ornementation du domaine de Choisy, il exécuta un Vase aux attributs de l’Automne, livré avec celui de Jean-Baptiste Pigalle en 1745. Ces œuvres inspirées des vases versaillais du XVIIe siècle témoignent néanmoins d’un traitement résolument rocaille. Sollicité pour le tombeau du cardinal de Fleury en 1743, il produisit un modèle en cire, mais ne fut pas désigné lauréat.

### Fin des commandes royales et dernières années
Avec l’arrivée de Madame de Pompadour à la Cour en 1745, les Adam furent remplacés par des artistes plus à son goût tels que Pigalle, Falconet et Saly. Ainsi, la dernière commande des Bâtiments du roi adressée à Nicolas Sébastien Adam est celle de l’Iris en 1743. Cependant, la famille d’artistes avait gagné une notoriété hors du cercle royal et continua à recevoir des commandes. Frédéric II de Prusse proposa à Nicolas Sébastien le titre de premier Sculpteur en 1747, mais il refusa et ce fut son frère François Gaspard qui prit ce rôle.
Entre 1745 et 1749, Nicolas Sébastien réalisa essentiellement des ouvrages religieux tels que la façade de l’église des Théatins, la chapelle du collège de Grammont, l’église Saint-Louis-des-Jésuites, et l’église de l’Oratoire du Louvre. Entre 1747 et 1749, il conçut les mausolées de Catherine Opalinska et Maximilien Ossolinski destinés à l’église Notre-Dame-de-Bonsecours à Nancy. Peu après, il acquit une deuxième maison à Paris sans doute pour faire office d’atelier, preuve de sa fortune. Sa dernière grande commande fut un ensemble de sculptures pour le sanctuaire de la cathédrale Saint-Pierre de Beauvais. Bien qu’il restât inachevé, celui-ci comprenait la pièce monumentale de la Vierge et l’Enfant Jésus terrassant le serpent, symbole du mal, encore conservée à la cathédrale.
Après son mariage en 1757, il consacra les dernières années de sa carrière à l’Académie royale de peinture et de sculpture, pour laquelle il réalisa quelques pièces telles que son morceau de réception Prométhée déchiré par un aigle ou Ulysse se sauvant de la caverne de Polyphème (aujourd’hui disparu), dont la réception fut controversée. Il obtint le grade de professeur en 1768, et quitta l’Académie à partir de 1774 du fait de sa cécité.
Il mourut le 27 mars 1778, en tant que dernier grand représentant de la fratrie Adam.

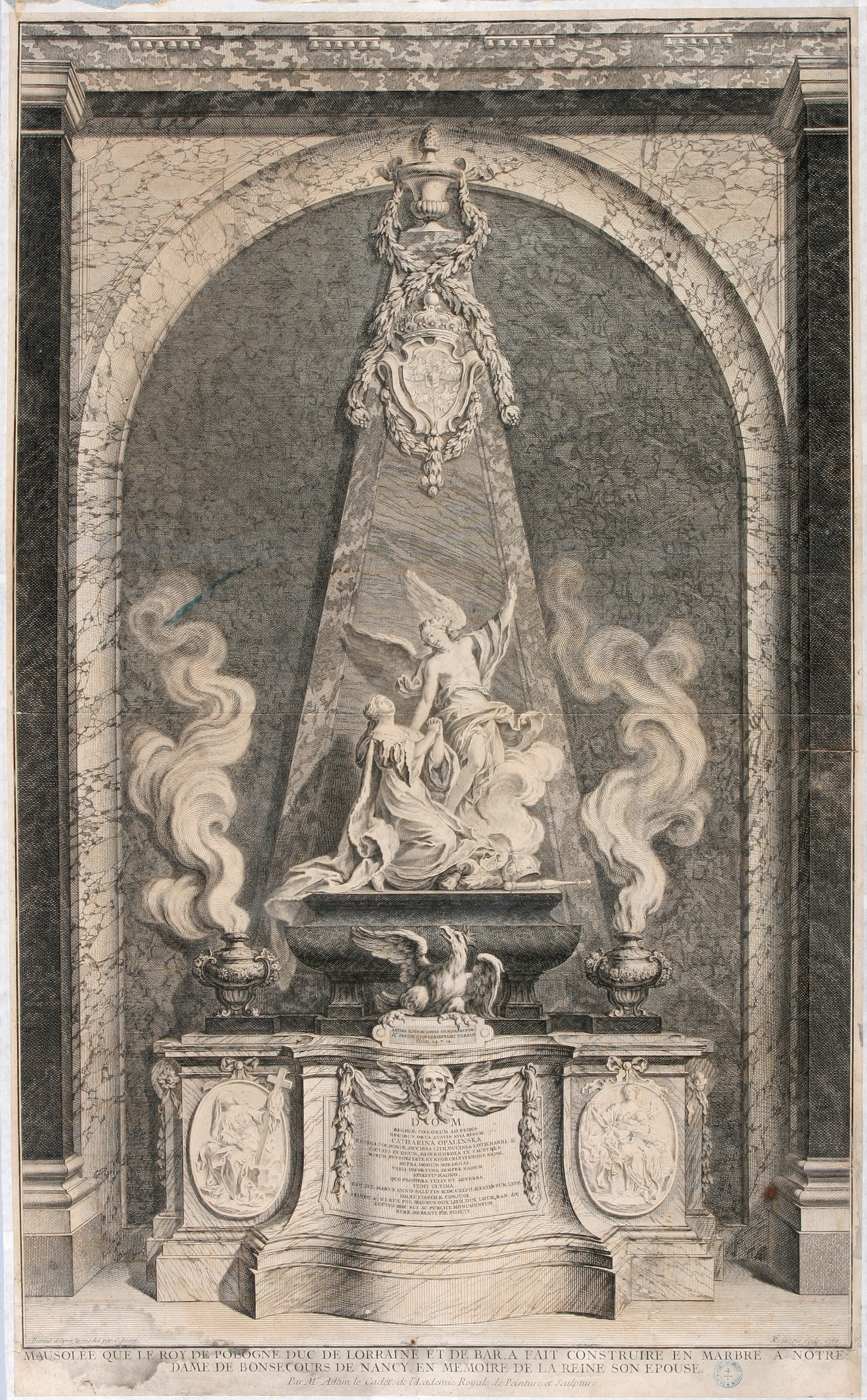
Jean Charles François, Monument funéraire de la reine Catherine Opalinska, 1756, eau-forte et burin, Nancy, Palais des ducs de Lorraine – Musée Lorrain

## Œuvres
- Le Printemps, vers 1723, pierre, Montpellier, château de La Mosson[1].
- Vénus et Adonis, vers 1723, pierre, Montpellier, château de La Mosson[1].
- Diane et Endymion, vers 1723, pierre, Montpellier, château de La Mosson[1].
- Le Martyre de sainte Victoire, vers 1734-1735, terre cuite, 34 x 60,2 x 5,5 cm, Fontainebleau, église Saint-Louis[1].
- Le Martyre de sainte Victoire, 1737, plâtre patiné, 53 x 81 x 6 cm, Versailles, musée national des châteaux de Versailles et de Trianon[1].
- Le Martyre de sainte Victoire, 1737-1743, bronze, 76 x 137 cm, Versailles, musée national des châteaux de Versailles et de Trianon[1].
- Prométhée déchiré par un aigle, vers 1738, terre cuite, 46 x 35 x 25 cm, Nancy, Palais des ducs de Lorraine – Musée lorrain[1].
- Lambert Sigisbert Adam, avec la participation de Nicolas Sébastien Adam, Triomphe de Neptune et Amphitrite, 1740, plomb, 3,60 x 11,86 x 7,15 m, Versailles, parc du château, bassin de Neptune[1].
- Diane et Endymion, vers 1736, stuc, Paris, Archives nationales, hôtel de Soubise, chambre de la princesse[1].
- Bacchus et Ariane, vers 1736, stuc, Paris, Archives nationales, hôtel de Soubise, chambre de la princesse[1].
- Neptune calmant les flots, vers 1735-1740, terre cuite, 55,9 x 27,9 x 23,5 cm, Los Angeles, Collection de Lynda et Stewart Resnick[1].
- Saint Sébastien, vers 1735-1740, terre cuite, 53,3 x 27,9 x 20,3 cm, Los Angeles, Collection de Lynda et Stewart Resnick[1].
- Saint Maur implorant le Seigneur pour la guérison d’un enfant, 1740, pierre, Saint-Denis, Abbaye royale[1].
- Iris qui attache ses ailes, 1745-1780 (achevée par Clodion), marbre, 195 x 110 x 80 cm, Versailles, musée national des châteaux de Versailles et de Trianon[1].
- Vase aux attributs de l’Automne, 1745, marbre, 177,2 x 133,4 cm, New York, Metropolitan Museum of Art, exécuté pour le parc du château de Choisy[2].
- La Religion instruisant un jeune Américain, 1745, plâtre peint en blanc, la Croix en bois peint en blanc, 196 x 110 x 100 cm, Paris, église Saint-Paul-Saint-Louis, transept sud[1].
- La Vierge et l’Enfant Jésus terrassant le serpent, symbole du mal, 1742 (?), plâtre, H. 350 cm (avec piédestal), Beauvais, cathédrale Saint-Pierre[1].
- L’Agonie du Christ au jardin des Oliviers, 1745, plâtre en partie doré, 100 x 70 x 12 cm, Créteil, carmel Sainte-Thérèse, originellement destiné au portail de l’église de l’Oratoire du Louvre[1].
- La Nativité, 1745, plâtre en partie doré, 100 x 70 x 12 cm, Créteil, carmel Sainte-Thérèse, originellement destiné au portail de l’église de l’Oratoire du Louvre[1].
- Mausolée de Catherine Opalinska, 1747-1749, marbre, Nancy, église Notre-Dame-de-Bonsecours[1].
- Mausolée du duc Maximilien Ossolinski, vers 1749, marbre, Nancy, église Notre-Dame-de-Bonsecours[1].
- Apollon, plâtre-stuc, provenant du château d'Heilly (milieu du XVIIIe siècle), Amiens, Musée de Picardie ;
- Diane, pierre, provenant du Château d'Heilly (milieu du XVIIIe siècle), Amiens, Musée de Picardie ;
- Latone et les paysans de Lycie, vers 1753, pierre, 101 x 135 x 18,5 cm, Paris, musée Carnavalet, originellement destiné au pavillon de la Bouëxière[1].
- Apollon et Daphné, vers 1753, pierre, 101 x 135 x 20 cm, Paris, musée Carnavalet, originellement destiné au pavillon de la Bouëxière[1].
- La Mort de Coronis, vers 1753, pierre, 110 x 133 x 26 cm, Paris, musée Carnavalet, originellement destiné au pavillon de la Bouëxière[1].
- Apollon et la sibylle de Cumes, vers 1753, pierre, 113 x 134 x 22 cm, Paris, musée Carnavalet, originellement destiné au pavillon de la Bouëxière[1].
- Angélique et Médor, vers 1753, pierre, 285 x 155 cm, Amiens, Musée de Picardie[1].
- Enfants jouant avec un tigre et un lion (détail du fronton de l’hôtel Bouret), vers 1757, pierre, détruit[1].
- Prométhée enchaîné, 1762, marbre, 114 x 82,5 x 48 cm, Paris, musée du Louvre[3].

## Galerie

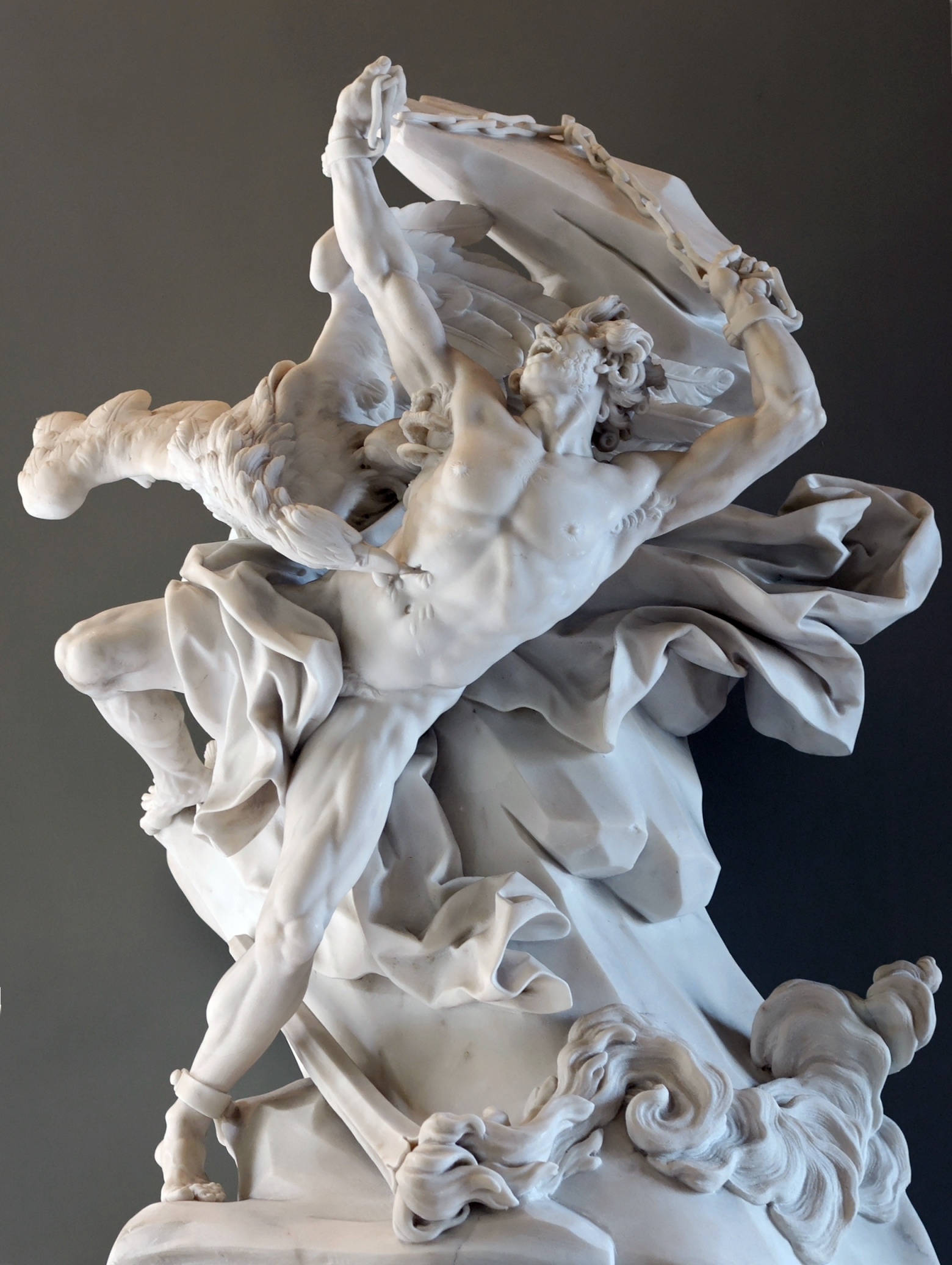
Prométhée enchaîné, 1762, marbre, 114 x 82,5 x 48 cm, Paris, musée du Louvre.
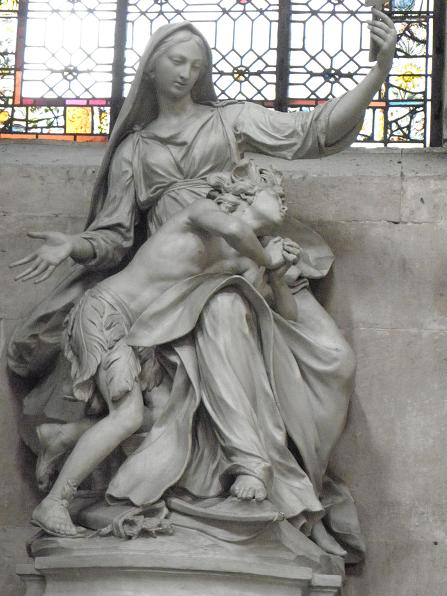
La Religion instruisant un jeune Américain, 1745, plâtre, 196 x 110 x 100 cm, Paris, église Saint-Paul-Saint-Louis, transept sud.
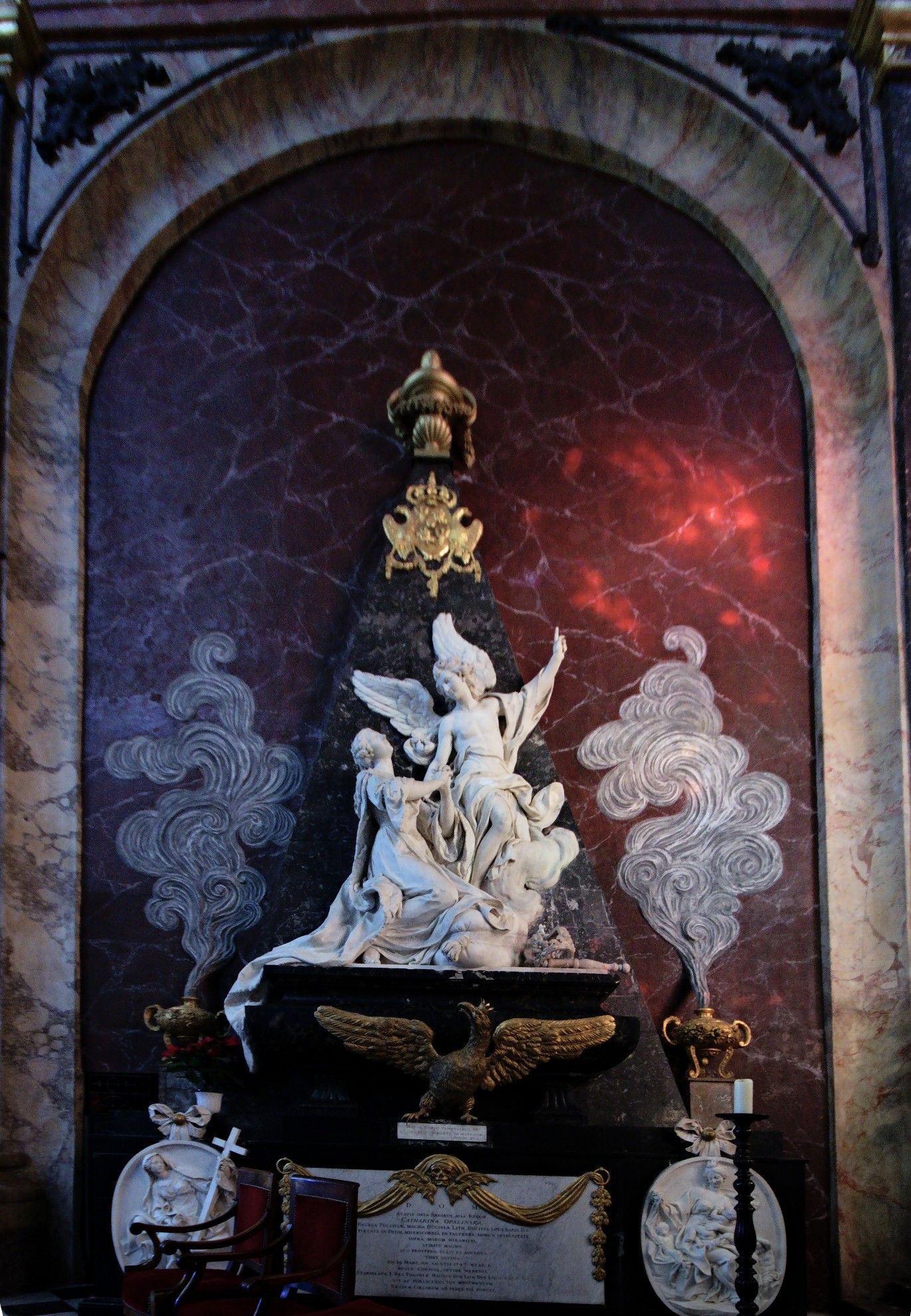
Mausolée de Catherine Opalinska, 1747-1749, marbre, Nancy, église Notre-Dame-de-Bonsecours.
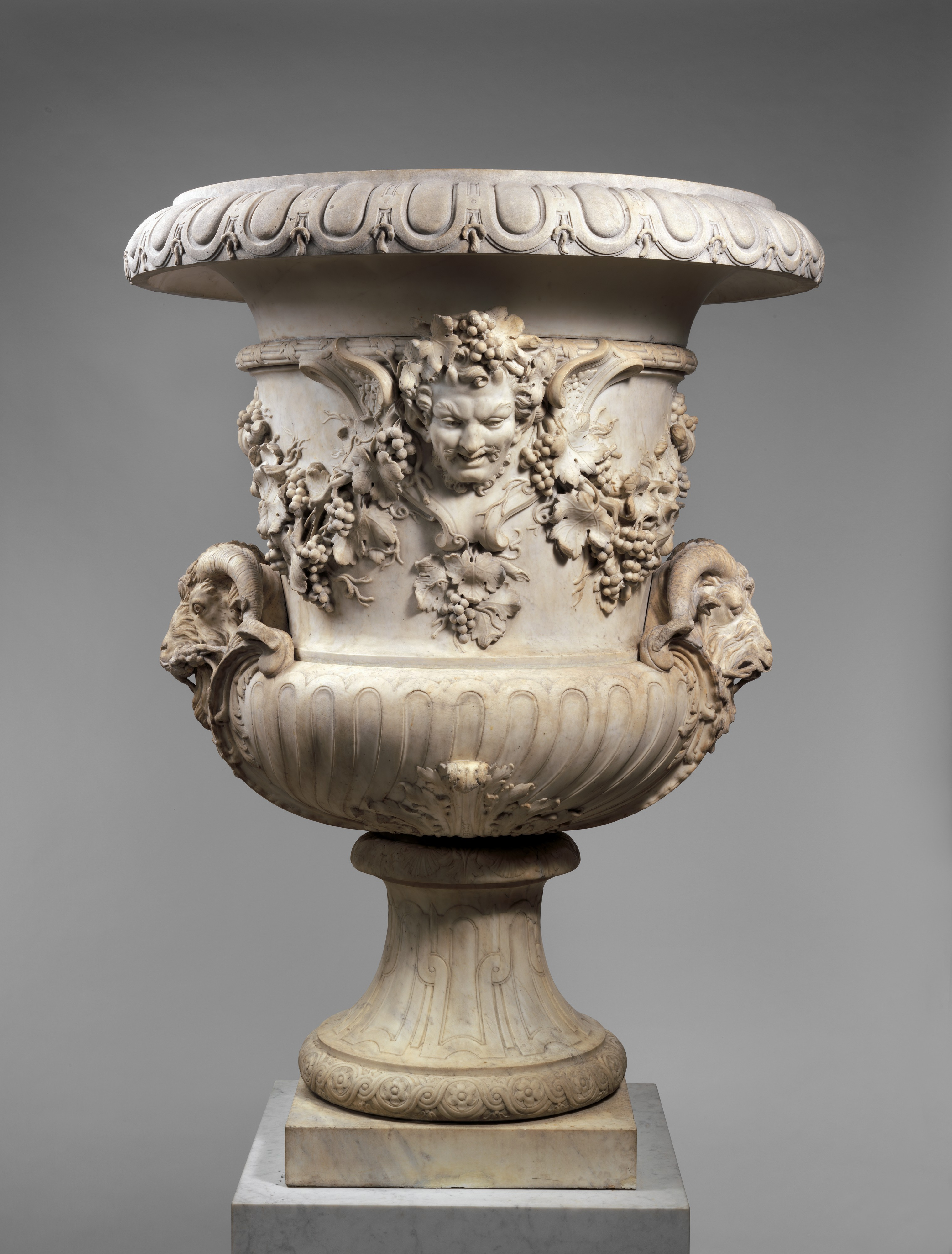
Vase aux attributs de l’Automne, 1745, marbre, 177,2 x 133,4 cm, New York, Metropolitan Museum of Art.
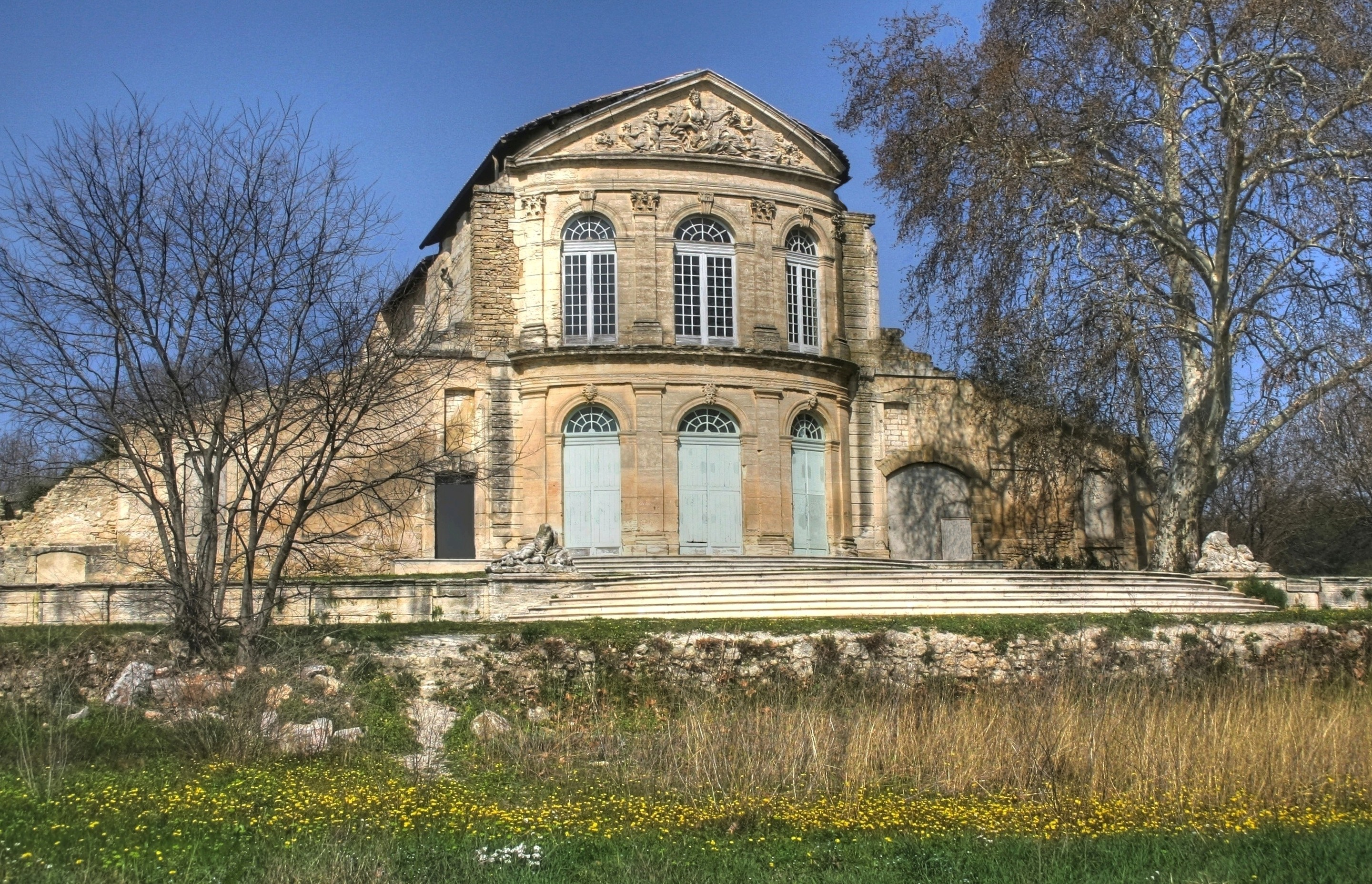
Le Printemps, vers 1723, pierre, Montpellier, château de La Mosson, fronton.
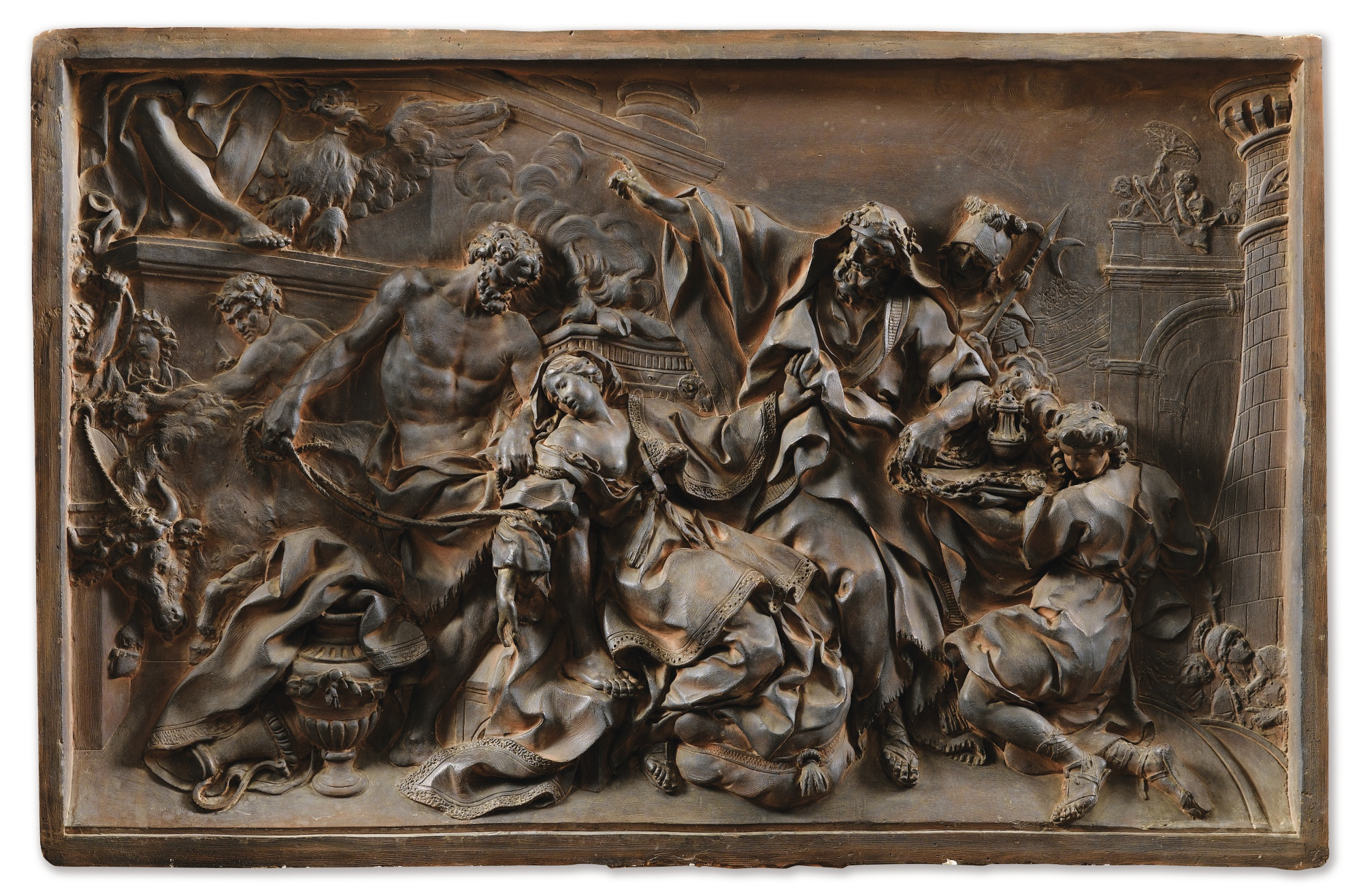
Le Martyre de sainte Victoire, 1737, plâtre patiné, 53 x 81 x 6 cm, Versailles, musée national des châteaux de Versailles et de Trianon.
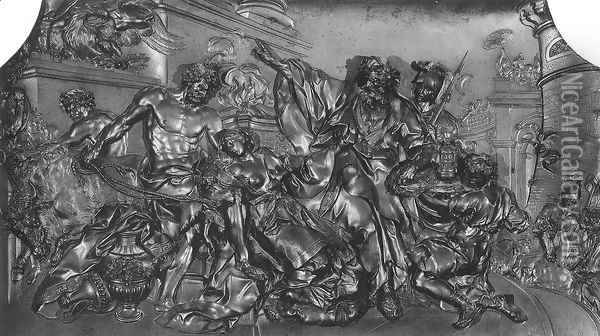
Le Martyre de sainte Victoire, 1737-1743, bronze, 76 x 137 cm, Versailles, musée national des châteaux de Versailles et de Trianon.
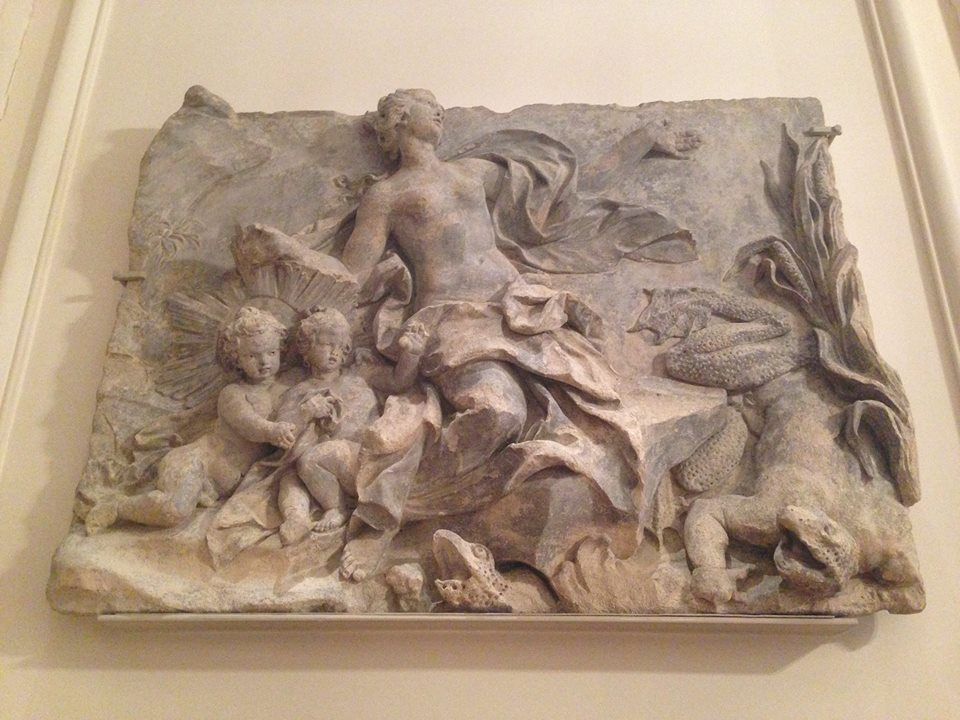
Latone et les paysans de Lycie, vers 1753, pierre, 101 x 135 x 18,5 cm, Paris, musée Carnavalet
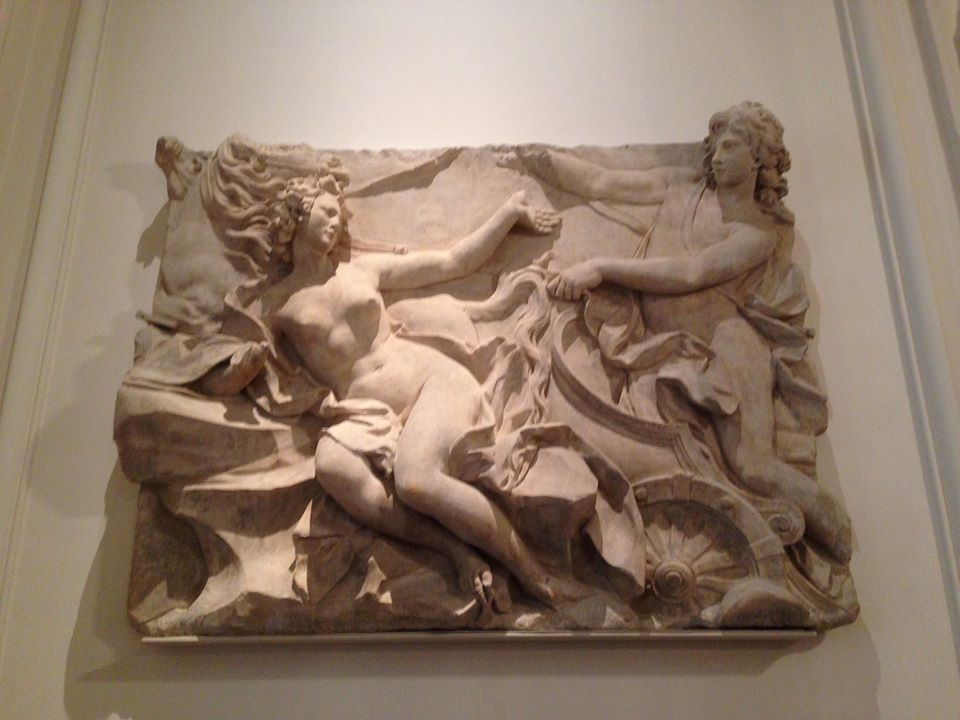
Apollon et Daphné, vers 1753, pierre, 101 x 135 x 20 cm, Paris, musée Carnavalet
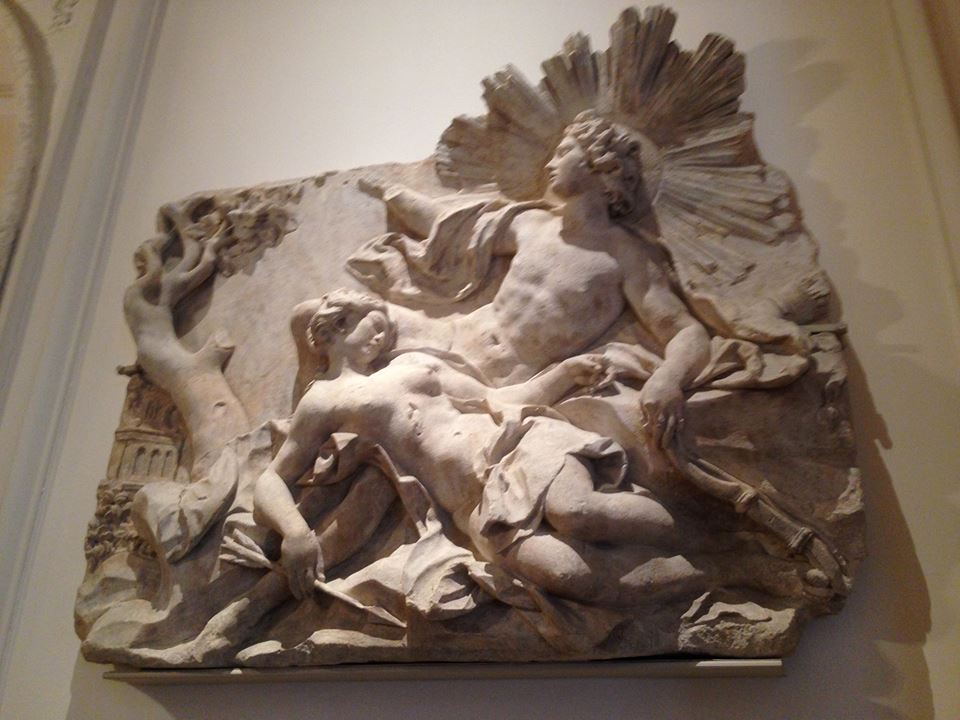
La Mort de Coronis, vers 1753, pierre, 110 x 133 x 26 cm, Paris, musée Carnavalet
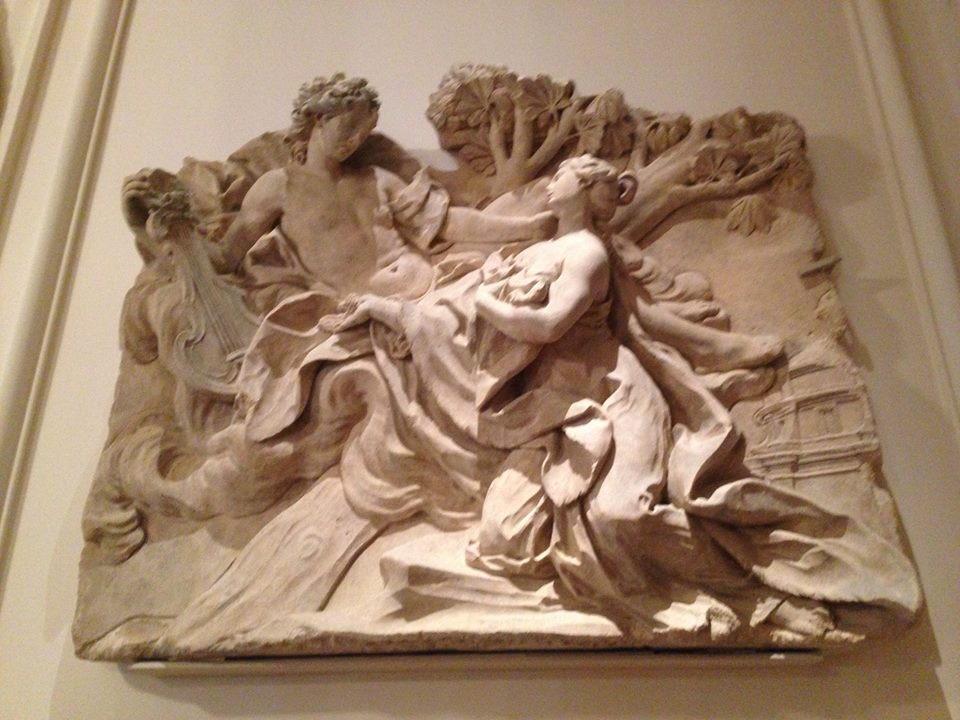
Apollon et la sibylle de Cumes, vers 1753, pierre, 113 x 134 x 22 cm, Paris, musée Carnavalet
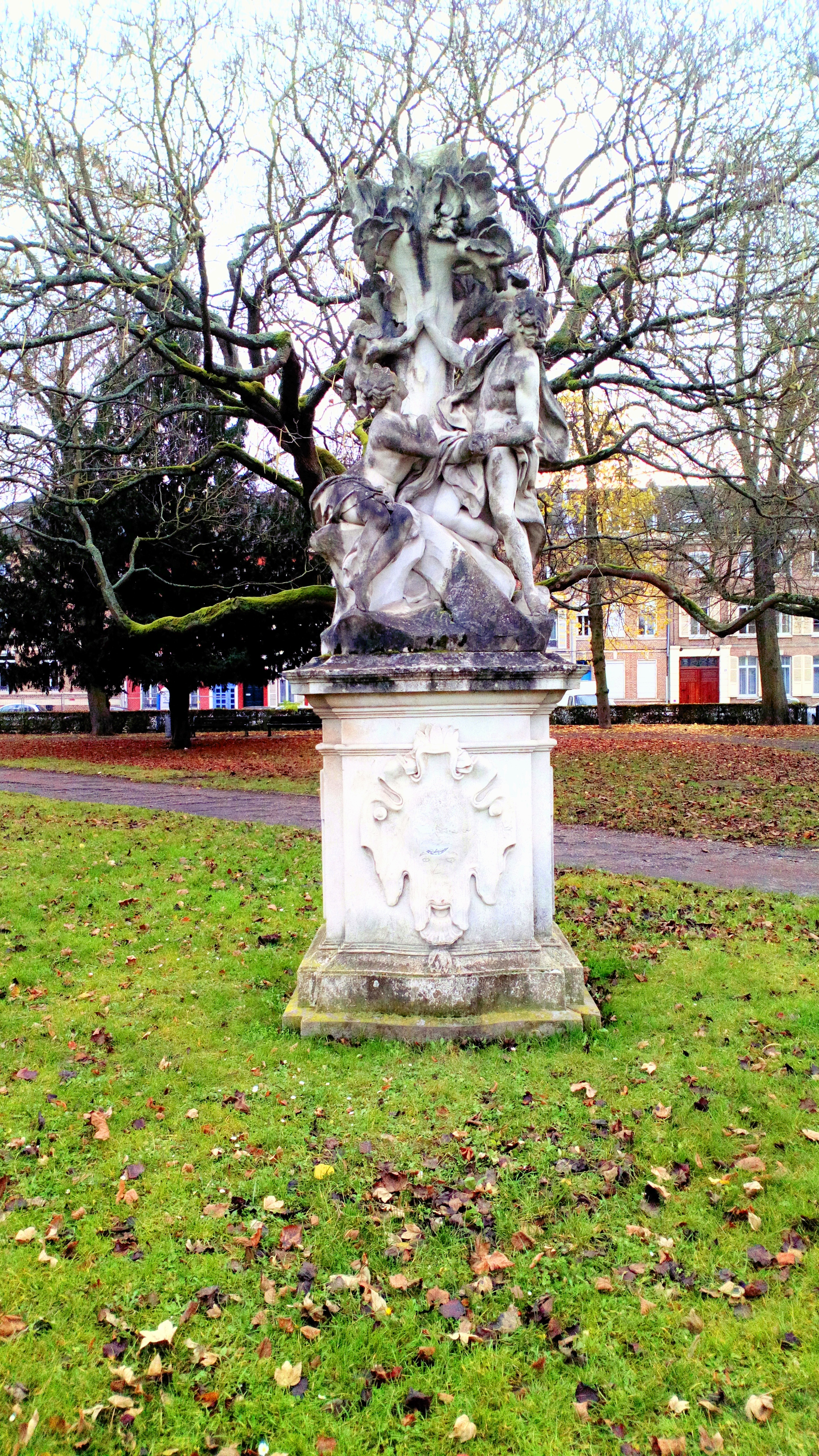
Angélique et Médor (copie par Albert Roze en 1895), pierre, 285 x 155 cm, Amiens, Musée de Picardie.